# 대한민국 형법 제73조의2
대한민국 형법 제73조의2는 가석방의 기간 및 보호관찰에 대한 형법총칙의 조문이다.

## 조문
제73조의2(가석방의 기간 및 보호관찰) ① 가석방의 기간은 무기형에 있어서는 10년으로 하고, 유기형에 있어서는 남은 형기로 하되, 그 기간은 10년을 초과할 수 없다.
②가석방된 자는 가석방기간중 보호관찰을 받는다. 다만, 가석방을 허가한 행정관청이 필요가 없다고 인정한 때에는 그러하지 아니하다.
[본조신설 1995.12.29.]

第73條의2(假釋放의 기간 및 保護觀察) ① 假釋放의 기간은 無期刑에 있어서는 10年으로 하고, 有期刑에 있어서는 남은 刑期로 하되, 그 기간은 10年을 초과할 수 없다.
②假釋放된 者는 假釋放期間중 保護觀察을 받는다. 다만, 假釋放을 許可한 行政官廳이 필요가 없다고 인정한 때에는 그러하지 아니하다.
[本條新設 1995.12.29.]

## 참고 문헌
- 신이철, 형법총론, 경찰승진연구회, 2005. ISBN 9788988777886
- 조현욱, 형법총론강의, 진원사, 2008 ISBN 9788990904621
- 손동권, 형법총론, 栗谷出版社, 2011. ISBN 9788991830936